# Saison 1965-1966 de la LIH
Saison précédente Saison suivante
La Saison 1965-1966 est la vingt-et-unième saison de la ligue internationale de hockey.
Les Flags de Port Huron remporte la Coupe Turner en battant les Gems de Dayton en série éliminatoire.

## Saison régulière
Les Zephyrs de Muskegon change de nom et prennent l'appellation des Mohawks de Muskegon.

### Classement de la saison régulière
Pour les significations des abréviations, voir Statistiques du hockey sur glace.
| Clt   | Équipe                  | PJ | V  | D  | N | BP  | BC  | Pts |
| ----- | ----------------------- | -- | -- | -- | - | --- | --- | --- |
| +001, | Mohawks de Muskegon     | 70 | 46 | 19 | 5 | 376 | 314 | 97  |
| +002, | Komets de Fort Wayne    | 70 | 38 | 26 | 6 | 312 | 259 | 82  |
| +003, | Gems de Dayton          | 70 | 33 | 35 | 2 | 347 | 322 | 68  |
| +004, | Oak Leafs de Des Moines | 70 | 29 | 40 | 1 | 263 | 319 | 59  |
| +005, | Blades de Toledo        | 70 | 20 | 48 | 2 | 248 | 366 | 42  |

- Champion de la saison régulière
- Qualifié pour les séries éliminatoires

### Meilleurs pointeurs
| Joueur       | Équipe     | PJ | B  | A  | Pts | Pun |
| ------------ | ---------- | -- | -- | -- | --- | --- |
| Bobby Rivard | Fort Wayne | 70 | 42 | 91 | 133 | 32  |
| Guy Trottier | Dayton     | 66 | 68 | 64 | 132 | 16  |
| Bob Bailey   | Dayton     | 61 | 45 | 87 | 132 | 127 |
| Gary Schall  | Muskegon   | 68 | 71 | 55 | 126 | 60  |
| Bryan McLay  | Muskegon   | 70 | 43 | 76 | 119 | 42  |
| Merv Dubchak | Fort Wayne | 70 | 72 | 45 | 117 | 29  |
| Bill LeCaine | Port Huron | 65 | 41 | 75 | 116 | 178 |
| John Goodwin | Fort Wayne | 70 | 35 | 79 | 114 | 21  |
| Len Thornson | Fort Wayne | 66 | 36 | 69 | 105 | 2   |
| René Drolet  | Muskegon   | 68 | 42 | 53 | 95  | 24  |

## Séries éliminatoires
Les séries éliminatoires se déroulent du 29 mars au 17 avril. Les vainqueurs des demi-finales s'affrontent pour l'obtention de la Coupe Turner.

### Tableau
|  | Demi-finales         | Demi-finales   |                     |   | Finale | Finale |
|  | Demi-finales         | Demi-finales   |                     |   | Finale | Finale |
|  |                      |                |                     |   |        |        |
|  |                      |                |                     |   |        |        |
|  |                      |                |                     |   |        |        |
|  | Flags de Port Huron  | 4              |                     |   |        |        |
|  | Flags de Port Huron  | 4              |                     |   |        |        |
|  | Mohawks de Muskegon  | 0              |                     |   |        |        |
|  | Mohawks de Muskegon  | 0              | Flags de Port Huron | 4 |        |        |
|  |                      |                | Flags de Port Huron | 4 |        |        |
|  |                      | Gems de Dayton | 1                   |   |        |        |
|  | Gems de Dayton       | Gems de Dayton | 1                   | 4 |        |        |
|  | Gems de Dayton       |                |                     | 4 |        |        |
|  | Komets de Fort Wayne | 2              |                     |   |        |        |
|  | Komets de Fort Wayne | 2              |                     |   |        |        |

### Demi-finales
Pour les demi-finales, l'équipe ayant terminé au premier rang lors de la saison régulière, les Mohawks de Muskegon, affrontent l'équipe ayant terminé au troisième rang, les Flags de Port Huron, puis celle ayant fini au deuxième rang, les Komets de Fort Wayne, font face à l'équipe ayant pris la quatrième place, les Gems de Dayton. Pour remporter les demi-finales, les équipes doivent obtenir quatre victoires.
| Date    | Équipe à domicile   | Score   | Équipe visiteuse    |
| ------- | ------------------- | ------- | ------------------- |
| 29 mars | Flags de Port Huron | 4-3 (P) | Mohawks de Muskegon |
| 2 avril | Mohawks de Muskegon | 2-6     | Flags de Port Huron |
| 3 avril | Flags de Port Huron | 9-2     | Mohawks de Muskegon |
| 5 avril | Mohawks de Muskegon | 3-5     | Flags de Port Huron |

Les Flags de Port Huron remportent la série 4 victoires à 0.
| Date    | Équipe à domicile    | Score   | Équipe visiteuse     |
| ------- | -------------------- | ------- | -------------------- |
| 30 mars | Gems de Dayton       | 6-3     | Komets de Fort Wayne |
| 31 mars | Komets de Fort Wayne | 4-5     | Gems de Dayton       |
| 3 avril | Gems de Dayton       | 4-5 (P) | Komets de Fort Wayne |
| 4 avril | Komets de Fort Wayne | 1-7     | Gems de Dayton       |
| 3 avril | Gems de Dayton       | 2-6     | Komets de Fort Wayne |
| 4 avril | Komets de Fort Wayne | 2-6     | Gems de Dayton       |

Les Gems de Dayton remportent la série 4 victoires à 2.

### Finale
La finale oppose les vainqueurs de leur série respectives, les Flags de Port Huron et les Gems de Dayton. Pour remporter la finale les équipes doivent obtenir quatre victoires.
| Date     | Équipe à domicile   | Score   | Équipe visiteuse    |
| -------- | ------------------- | ------- | ------------------- |
| 14 avril | Gems de Dayton      | 2-6     | Flags de Port Huron |
| 17 avril | Flags de Port Huron | 2-4     | Gems de Dayton      |
| 20 avril | Gems de Dayton      | 3-5     | Flags de Port Huron |
| 23 avril | Flags de Port Huron | 7-4     | Gems de Dayton      |
| 24 avril | Gems de Dayton      | 4-5 (P) | Flags de Port Huron |

Les Flags de Port Huron remportent la série 4 victoires à 1.

### Effectifs de l'équipe championne
Voici l'effectif des Flags de Port Huron, champion de la Coupe Turner 1966:
- Joueur-Entraîneur : Lloyd Maxfield .
- Joueurs : Bill LeCaine, Bert Fizzell, Larry Mavety, Frank St. Marseille, Frank Golembrosky, Chuck Kelly, Bob McCammon, Ken Gribbons, Tom Clark, Marcel Goyette, Guy James, Lou Kazowski et Bob Sneddon.

## Trophée remis
| Trophée               | Description                       | Vainqueur            |
| --------------------- | --------------------------------- | -------------------- |
| Coupe Turner          | Champion des séries éliminatoires | Flags de Port Huron. |
| Trophée Fred-A.-Huber | Champion de la saison régulière   | Mohawks de Muskegon. |

| Trophée                  | Description                                         | Vainqueur                               |
| ------------------------ | --------------------------------------------------- | --------------------------------------- |
| Trophée Leo-P.-Lamoureux | Meilleur pointeur                                   | Bobby Rivard, Komets de Fort Wayne.     |
| Trophée James-Gatschene  | Meilleur joueur                                     | Gary Schall, Mohawks de Muskegon.       |
| Leading Rookie award     | Meilleur joueur recrue                              | Frank Golembrosky, Flags de Port Huron. |
| Trophée des gouverneurs  | Meilleur défenseur                                  | Bob Lemieux, Mohawks de Muskegon.       |
| Trophée James-Norris     | Gardien avec la plus faible moyenne de buts alloués | Bob Sneddon, Flags de Port Huron.       |